# نوكاردية لحمية
نوكاردية لحمية (الاسم العلمي: Nocardia carnea) هي نوع من البكتيريا تتبع جنس النوكاردية من فصيلة النوكارديات.